# Le Rapport
Pour plus de détails, voir Fiche technique et Distribution.
Le Rapport (en persan : گزارش, Gozāresh) est un film iranien sorti en 1977, écrit et réalisé par Abbas Kiarostami.

## Synopsis
À Téhéran, un fonctionnaire du ministère des finances iranien a plusieurs problèmes, à la fois d'ordre professionnel et d'ordre familial. Dans son travail, il est accusé de corruption, ce qui semble lui poser des questionnements moraux. Quand il est chez lui, malgré sa jeune fille qu'il aime, il ne s'entend pas avec sa femme, au point que la situation dégénère et que celle-ci fasse une tentative de suicide.

## Fiche technique
- Titre : Le Rapport
- Titre original : Gozāresh
- Réalisation et scénario : Abbas Kiarostami
- Photographie : Alireza Zarrindast
- Production : Bahman Farmanara
- Pays de production :  Iran
- Format : couleur - son mono
- Genre : drame
- Durée : 112 minutes
- Date de sortie : 1977

## Distribution
- Kurosh Afsharpanah : Mahmad Firuzkui
- Shohreh Aghdashloo : Azam Firuzkui, sa femme
- Mostafa Tari : M. Asadi